# 伊岑基夫
50°45′38″N 32°35′36″E / 50.76056°N 32.59333°E
伊岑基夫（烏克蘭語：Іценків），是烏克蘭北部的村莊，隸屬切爾尼希夫州的普里盧基區。該村始建於1715年，面積0.37平方公里，海拔高度124米，2001年人口37，人口密度每平方公里101.4人。